# Luis Zuegg

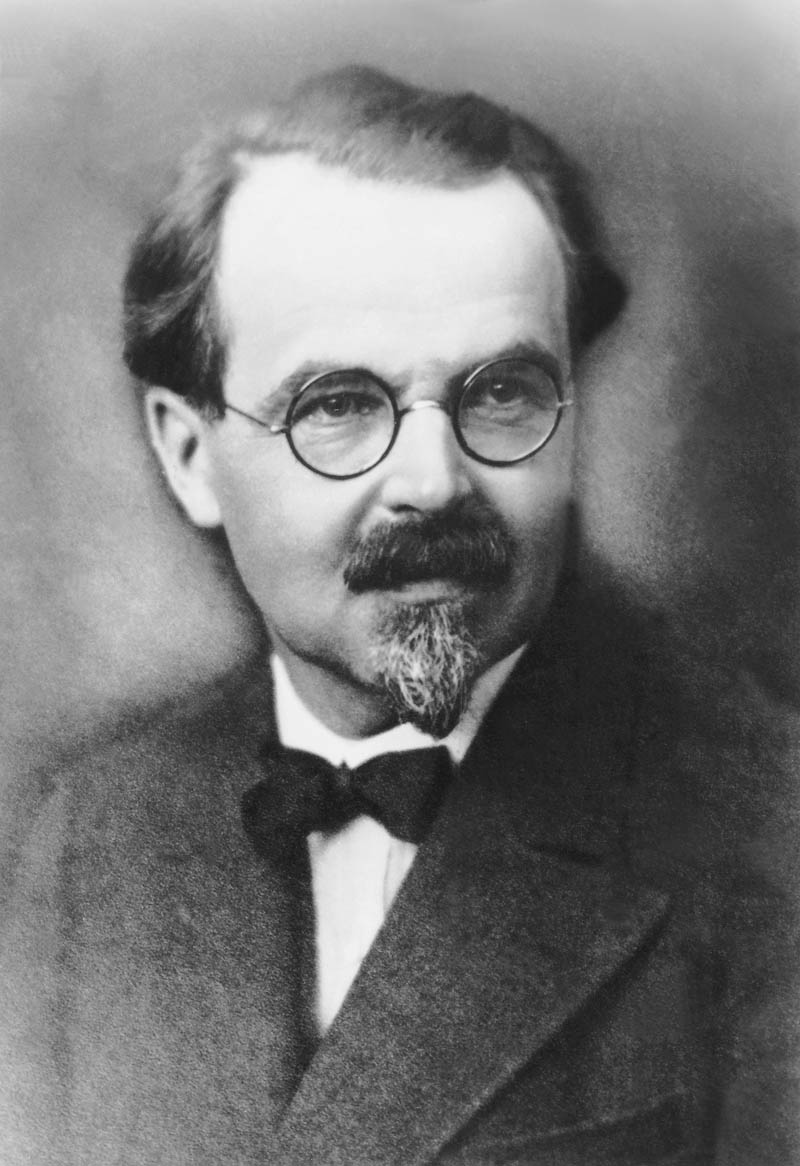
Luis Zuegg

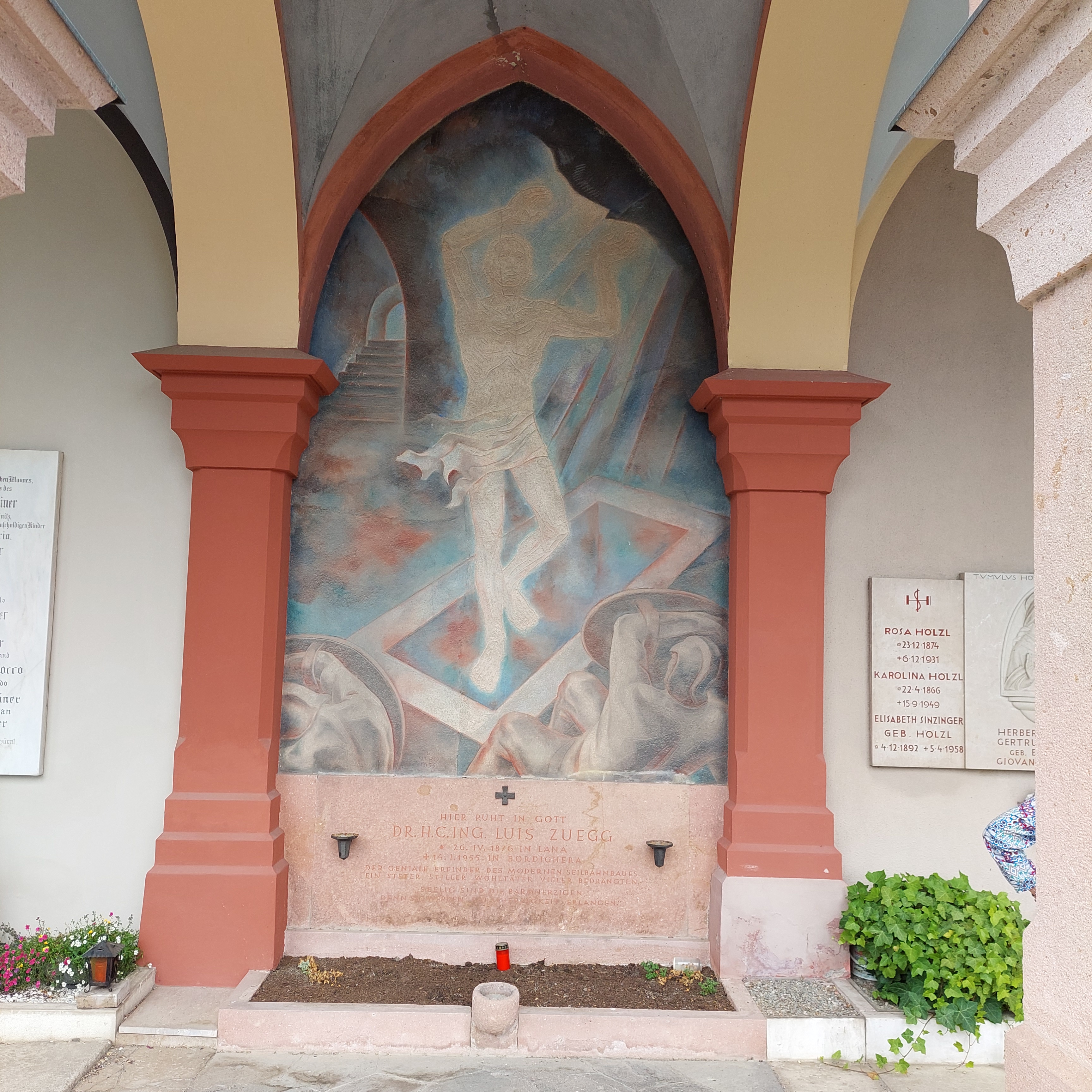
Grab auf dem Maiser Friedhof

Luis Zuegg (* 26. April 1876 in Lana, Südtirol, Österreich-Ungarn; † 14. Januar 1955 in Bordighera, Italien) war ein Unternehmer und Seilbahnpionier aus Südtirol.

## Leben und Werk
Nach dem Besuch des Benediktinergymnasiums in Meran (1890–1898) und dem Studium an der damaligen Technischen Hochschule in Graz (1898–1903) kehrte er 1903 in seine Heimat Südtirol zurück. Dort war er unter anderem an der Errichtung des ersten Elektrizitätswerkes in der Gaul in Lana (Erweiterung dieses Werkes 1912 durch eine zweite Stufe) und der ersten elektrischen Straßenbahn Südtirols von Lana nach Meran (eröffnet am 11. August 1906) beteiligt. Diese wurde am 8. Mai 1950 eingestellt. Aus Anlass der 100-Jahr-Feier dieser Straßenbahn fand 2006 eine Wanderausstellung in verschiedenen Südtiroler Orten statt – eine Festschrift dazu ist erschienen und noch erhältlich. Albert Innerhofer hat 2012 eine zwölfseitige Broschüre anlässlich 100 Jahre Seilbahn Lana–Vigiljoch (1912–2012) verfasst, welche am 31. August 1912 feierlich eröffnet wurde und auch heute noch, nach mehreren Umbauarbeiten, fährt.
Weiters erbaute er die 1906 eröffnete und 1950 stillgelegte Straßenbahn Lana–Meran sowie die anschließende, 1913 in Betrieb genommene, Lokalbahn Lana-Burgstall–Oberlana, welche bis 1959 im Personenverkehr und bis 1974 im Güterverkehr fuhr. Dieser sogenannte „Apfelexpress“ diente vorwiegend dem Abtransport des heimischen Obstes, der bis an den Zarenhof nach St. Petersburg erfolgte.
Bereits während des Ersten Weltkrieges erbaute er an der Südfront zahlreiche Seilbahnen, welche für den Nachschub der Soldaten dienten, wobei er die ersten wichtigen Erfahrungen im Seilbahnbau gewann. Er plante 1912 die Seilbahn auf das Vigiljoch mit, erhielt aber den Auftrag dafür nicht. Später musste Zuegg sie allerdings so umbauen, dass sie in Betrieb gehen konnte, wobei er seine Erkenntnisse für den Seilbahnbau erweitern und vertiefen konnte.
Insgesamt meldete Zuegg von seinen bahnbrechenden Erfindungen im Seilbahnbau sieben Patente in Österreich, Italien und in der Schweiz an (darunter z. B. das Telefoniersystem, Streckenanzeiger oder die Tragseilbremse).
Um 1924/25 entwickelte er, nach Abschluss eines Lizenzvertrages mit der deutschen Seilbahn- und Förderanlagenfirma Adolf Bleichert & Co., zusammen mit dieser, für Seilschwebebahnen das System „Bleichert - Zuegg“. Zuvor hatte Luis Zuegg 1923 die Musterseilbahn Meran–Hafling bei Meran entwickelt, welche damals als Muster-Seilbahn ihresgleichen galt. Später wurden von der Firma Adolf Bleichert & Co. und der zeitweisen Zusammenarbeit mit Luis Zuegg weltweit zahlreiche weitere Bahnen nach diesem System gebaut, zum Beispiel 1926 die Raxseilbahn in Niederösterreich und die Kreuzeckbahn bei Garmisch-Partenkirchen sowie 1930/31 die Seilbahn auf den Zugspitzgipfel (1992 abgebaut); weiterhin Pfänder, Ebensee, Trübsee, Schmittenhöhe, Kanzel, Krosso (Norwegen), Patscherkofel, Hafelekar, Predigtstuhl (die Predigtstuhlbahn ist die älteste im Original erhaltene Personenluftseilbahn der Welt), Tafelberg (Kapstadt, Südafrika), Wank, Burgberg, Montserrat und Miramar (Spanien), Sestriere, Zakopane (Polen), Mont d'Arbrois, Säntis, Galzig, Hahnenkamm usw.
Luis Zuegg errichtete aber auch eine Holzstoffpappenfabrik in Lana (1907/8) und betrieb die Holztrift auf der Falschauer. 1917 musste Zuegg die Holzverarbeitung kriegsbedingt einstellen und begann mit seinem Bruder Ernst das Obst der Familie zu Marmelade zu verarbeiten. Er legte damit den Grundstock für die heute noch im Besitz der Familie Zuegg stehende Zuegg AG.
Luis Zuegg starb am 14. Jänner 1955 in Bordighera, Italien und wurde in Untermais bei Meran in Südtirol begraben.

## Ehrungen
Kaiser Franz Joseph I. ehrte den Landsturmingenieur Luis Zuegg am 5. Juli 1916 für seine Verdienste im Seilbahnbau und verlieh ihm das Goldene Verdienstkreuz mit der Krone am Bande der Tapferkeitsmedaille. Am 14. Juli 1948 erhielt Zuegg den Ehrendoktortitel der Technischen Hochschule Graz verliehen. Zahlreiche weitere Ehrungen und Auszeichnungen folgten. Heute sind zahlreiche Straßen und eine Schule, die Landesberufsschule in Meran, nach Luis Zuegg benannt. Am 23. Oktober 2010 wurde in seinem Gedenken im gleichnamigen Luis-Zuegg-Park in Oberlana im Rahmen einer Feier eine neue Bronzebüste enthüllt (siehe Film auf youtube). Die Künstlerin Martha Margesin Zischg schuf diese Bronzebüste. Durch diese Büste soll eines wichtigen Lananer Bürgers gedacht werden.
Anlässlich der Wiederkehr des 140. Geburtsjahres von Luis Zuegg (1876–1955) gab der Veranstalter der Lanaphil und Luis-Zuegg-Kenner Albert Innerhofer im Auftrag der österreichischen Post eine personalisierte Briefmarke heraus. Sie zeigt ein Porträt des Seilbahnpioniers, hat den Wert von 68 Cent und wurde in einer begrenzten Auflage von 500 Stück gedruckt.